# NGC 6666
NGC 6666 — потерянная или, возможно, несуществующая туманность в созвездии Лиры, располагающаяся на продолжении линии Бета Лиры - HD 172044.

## История
Впервые объект был записан Эдвардом Свифтом 25 мая 1887. Во второй раз его пронаблюдал Гийом Бигурдан 3 июля 1897. Пер Дрейер описал этот объект так: "(является) чрезвычайно слабым, маленьким, круглым, очень сложным". После их наблюдений объект не был повторно найден. Возможно, NGC 6666 не существует.